# Pieter Timmers
Pieter Timmers (ur. 21 stycznia 1988 w Neerpelt) – belgijski pływak, specjalizujący się głównie w stylu dowolnym.
Srebrny i brązowy medalista mistrzostw Europy na krótkim basenie z Chartres (2012) na 200 m stylem dowolnym oraz w sztafecie 4 × 50 m tym stylem.
Uczestnik igrzysk olimpijskich w Londynie na 100 m stylem dowolnym (12. miejsce) oraz w sztafetach 4 x 100 (8. miejsce) i 4 x 200 m stylem dowolnym (12. miejsce).
Podczas igrzysk olimpijskich w Rio de Janeiro zdobył srebro na dystansie 100 m stylem dowolnym uzyskując w finale czas 47,80. Płynął także w belgijskich sztafetach 4 x 100 i 4 x 200 m stylem dowolnym, które zajęły odpowiednio szóste i ósme miejsce.